# Selezioni giovanili della nazionale maschile di pallacanestro del Belgio
Le selezioni giovanili della nazionale di pallacanestro del Belgio sono gestite dalla Federazione cestistica del Belgio e partecipano ai tornei cestistici internazionali per squadre nazionali, limitatamente a specifiche classi d'età.

## Universitaria
Rappresenta la selezione dei migliori atleti universitari della nazionale belga.

### Partecipazioni
- 1965 - 13°
- 1967 - 6°

## Under-20
Rappresenta i migliori giocatori di nazionalità belga di età non superiore ai 20 anni. Partecipa a tutte le manifestazioni internazionali giovanili di pallacanestro per nazioni gestite dalla FIBA.
Nel corso degli anni questa selezione ha subito alcuni cambiamenti nel nome, dovuti agli adeguamenti nelle normative della FIBA in fatto di classificazione delle categorie giovanili.
Agli inizi la denominazione originaria era Nazionale Juniores, in quanto la FIBA classificava le fasce di età sotto i 22 anni con la denominazione "juniores". In seguito, denominazione e fasce di età sono state equiparate, divenendo Nazionale Under 22. Dal 2000, la FIBA ha modificato nuovamente il tutto, equiparando sotto la dicitura "under 20" sia denominazione che fasce di età. Da allora la selezione ha preso il nome attuale.

### Partecipazioni
Vanta 7 presenze agli europei di Division A.
- 1992 - 8°
- 1996 - 12º
- 2009 - 16°

- 2015 - 8°
- 2016 - 14°
- 2022 - 8°

- 2023 - 4°
- 2024 - 4°
- 2025 - 12°

### Formazioni
Belgio under 22 - Campionato europeo maschile di pallacanestro Under-22 19924 Desy, 5 Bayer, 6 Jaumin, 7 Hemelaer, 8 Herman, 9 Cleymans, 10 Frans, 11 Van Den Bergh, 12 Gillis, 13 Gijbels, 14 Geerts, 15 Lambrecht, 
 Belgio under 22 - Campionato europeo maschile di pallacanestro Under-22 19964 Desaever, 5 Terclavers, 6 Rasquin, 7 Matten, 8 Van Haele, 9 Marnette, 10 Ourguis, 11 Van Daele, 12 Kalut, 13 Van Dorpe, 14 Dupont, 15 Buja,        All. Grégoire Janot
 Belgio under 20 - Campionato europeo maschile di pallacanestro Under-20 20094 Steinbach, 5 Libert, 6 Serron, 7 Giancaterino, 8 Hulsen, 9 Troisfontaines, 10 Baeri, 11 Hounhanou, 12 Aertssen, 13 Malherbe, 14 Iarochevitch, 15 Salumu,        All. Paul Vervaeck
 Belgio under 20 - Campionato europeo maschile di pallacanestro Under-20 20154 Akyazılı, 5 Hemeleers, 6 Lecomte, 7 Peeters, 8 Benzouien, 9 Boxus, 10 Vanwijn, 11 Van Vliet, 12 Chapelle, 13 Kesteloot, 14 Bako, 15 Kohajda,        All. Paul Vervaeck
 Belgio under 20 - Campionato europeo maschile di pallacanestro Under-20 20164 Akyazılı, 5 Kanda-Kanyinda, 6 Buysse, 7 Vervoort, 8 Casero-Ortiz, 9 Boxus, 10 Van Den Berghe, 11 Demirtaş, 12 Lambrecht, 13 Kohajda, 14 Foerts, 15 Ceyssens,        All. Paul Vervaeck
 Belgio under 20 - Campionato europeo maschile di pallacanestro Under-20 20221 Pouedet, 3 Tshibangu, 5 Bula-Butupu-Mumbu, 6 Van Buggenhout, 8 Makwa, 9 Mennes, 10 Van Cleemput, 11 De Ridder, 12 Massey, 13 Ledegen, 15 Vermeulen, 16 Pintelon,        All. Steven Ibens
 Belgio under 20 - Campionato europeo maschile di pallacanestro Under-20 20232 Swolfs, 3 Pouedet, 4 Di Maria, 6 De Wild, 7 Missia-Dio, 8 Mennes, 10 Verstraete, 11 De Ridder, 12 Bilolo Katuala, 13 Ledegen, 14 Grymonprez, 16 Pintelon,        All. Steven Ibens

## Under-18
Rappresenta i migliori giocatori di nazionalità belga di età non superiore ai 18 anni. Partecipa a tutte le manifestazioni internazionali giovanili di pallacanestro per nazioni gestite dalla FIBA.
Nel corso degli anni questa selezione ha subito alcuni cambiamenti nel nome, dovuti agli adeguamenti nelle normative della FIBA in fatto di classificazione delle categorie giovanili.
Agli inizi la denominazione originaria era Nazionale Cadetti, in quanto la FIBA classificava le fasce di età dai 16 ai 18 anni con la denominazione "cadetti". Dal 2000, la FIBA ha modificato il tutto, equiparando sotto la dicitura under 18, sia denominazione che fasce di età. Da allora la selezione ha preso il nome attuale.

### Partecipazioni
Vanta 10 presenze agli Europei di Division A.
- 1968 - 12°
- 1974 - 10°
- 1976 - 10°

- 1978 - 10°
- 1980 - 11°
- 1992 - 10°

- 1996 - 4°
- 2005 - 16°
- 2008 - 15°

- 2014 - 15°

## Under-16
Rappresenta i migliori giocatori di nazionalità belga di età non superiore ai 16 anni. Partecipa a tutte le manifestazioni internazionali giovanili di pallacanestro per nazioni gestite dalla FIBA.
Nel corso degli anni questa selezione ha subito alcuni cambiamenti nel nome, dovuti agli adeguamenti nelle normative della FIBA in fatto di classificazione delle categorie giovanili.
Agli inizi la denominazione originaria era Nazionale Allievi, in quanto la FIBA classificava le fasce di età dai 16 ai 18 anni con la denominazione "allievi". Dal 2000, la FIBA ha modificato il tutto, equiparando sotto la dicitura under 16, sia denominazione che fasce di età. Da allora la selezione ha preso il nome attuale.

### Partecipazioni
Vanta 12 partecipazioni agli europei di Division A.
- 1973 - 10°
- 1975 - 7°
- 1977 - 7°

- 1979 - 8°
- 1985 - 9°
- 1987 - 11°

- 1989 - 12°
- 1991 - 11°
- 1997 - 12°

- 2004 - 12°
- 2005 - 16°
- 2013 - 14°